# Agutaya
Q111351 é um município de  quinta classe de renda municipal (d) na província de Palauã, nas Filipinas. De acordo com o censo de 1 de maio  de  2020 possui uma população de 12 867 pessoas e 3 174 domicílios.